# Radamel Falcao
Radamel Falcao (Santa Marta, 10. veljače 1986.), kolumbijski nogometaš i reprezentativac koji trenutačno igra za kolumbijski klub Millonarios. Nadimak mu je El Tigre (Španjolski Tigar) i King of the Europa League (Kralj Europske lige).

## Karijera
Falcao je za Lanceros Boyacá debitirao 28. kolovoza 1999. kada je imao 13 godina i 199 dana, tada je bi najmlađi debitant u Kolumbijskom profesionalnom nogometu. 2000. Lancerosov trener, Hernán Pacheco, više je pažnje posvetio 14-godišnjaku; Falcao je te godine igrao 7 utakmica. 25. srpnja, na Estadio Olímpico del Sol u Sogamosu, zabio je svoj prvi i jedini gol za klub, njegov klub je pobijedio El Cóndor s 2:0. U dvije godine u klubu igrao je 8 utakmica i zabio 1 gol. U pobjedi Monaca na gostovanju kod Bordeauxa u Ligue 1 je Falcao zabio hat-trick u prosincu 2016. Nakon osvajanja Ligue 1 s Monacom, Falcao je produžio svoj ugovor s Les Monégasques u lipnju 2017. do 2020. godine. Falcao je svojim pogotkom u prijateljskoj utakmici protiv Španjolske u istom mjesecu postigao pogodak koji mu je osigurao status najboljeg strijelca reprezentacije.

## Vanjske poveznice
- web-Službena stranica